# Academia Axel Springer
La Academia Axel Springer (en alemán: Axel-Springer-Akademie) es la escuela de periodismo del grupo editorial Axel Springer SE en Berlín, Alemania. Cada año unos 1000 jóvenes presentan una solicitud para uno de los 40 puestos de formación de la Academia Axel Springer que es considerada la escuela de periodismo más avanzada de Alemania.
Son los encargados de otorgar el galardón más importante para periodistas jóvenes en Alemania el Premio Axel Springer.